# Antonia Lottner
Antonia Lottner (ur. 13 sierpnia 1996 w Düsseldorfie) – niemiecka tenisistka, finalistka French Open w grze pojedynczej dziewcząt z 2013 roku.

## Kariera tenisowa
Lottner zdobyła w swojej karierze sześć tytułów singlowych i siedem deblowych w rozgrywkach ITF. 25 czerwca 2018 osiągnęła najwyższe w karierze – 128. miejsce w rankingu singlowym WTA Tour. W rankingu deblowym najwyżej klasyfikowana była 13 kwietnia 2015 – na 131. miejscu.
Jako juniorka, w 2013 roku, osiągnęła finał French Open, ulegając w nim Szwajcarce Belindzie Bencic wynikiem 1:6, 3:6.

## Finały turniejów WTA
| Legenda                     | Legenda |
| --------------------------- | ------- |
| Wielki Szlem                |         |
| Igrzyska olimpijskie        |         |
| WTA Tour Championships      |         |
| 2009 – 2020                 |         |
| WTA Premier Mandatory       |         |
| WTA Premier 5               |         |
| WTA Premier                 |         |
| WTA International Series    |         |
| WTA 125K series (2012–2020) |         |

### Gra pojedyncza 1 (0-1)
| Końcowy wynik | Nr | Data              | Turniej | Nawierzchnia  | Przeciwniczka    | Wynik finału |
| ------------- | -- | ----------------- | ------- | ------------- | ---------------- | ------------ |
| Finalistka    | 1. | 12 listopada 2017 | Limoges | Twarda (hala) | Monica Niculescu | 4:6, 2:6     |

## Wygrane turnieje rangi ITF
| turnieje z pulą nagród 100 000 $ |
| turnieje z pulą nagród 75 000 $  |
| turnieje z pulą nagród 50 000 $  |
| turnieje z pulą nagród 25 000 $  |
| turnieje z pulą nagród 15 000 $  |
| turnieje z pulą nagród 10 000 $  |

### Gra pojedyncza
| Nr | Data       | Turniej   | Pula     | Nawierzchnia | Finalistka           | Wynik            |
| 1. | 31/10/2011 | Sztokholm | 10 000 $ | Twarda       | Quirine Lemoine      | 4:6, 6:4, 7:5    |
| 2. | 18/02/2013 | Mâcon     | 10 000 $ | Twarda       | Anna Remondina       | 7:5, 7:5         |
| 3. | 22/03/2013 | Kolonia   | 10 000 $ | Ziemna       | Anastasija Wasyljewa | 4:6, 6:4, 7:5    |
| 4. | 22/03/2013 | Brunszwik | 15 000 $ | Ziemna       | Conny Perrin         | 6:3, 6:3         |
| 5. | 18/01/2015 | Stuttgart | 10 000 $ | Twarda       | Pemra Özgen          | 3:6, 6:3, 6:2    |
| 6. | 10/07/2016 | Versmold  | 50 000 $ | Ziemna       | Tereza Smitková      | 3:6, 7:5, 6:3    |
| 7. | 31/07/2016 | Praga     | 75 000 $ | Ziemna       | Carina Witthöft      | 7:6(6), 1:6, 7:5 |

## Finały juniorskich turniejów wielkoszlemowych

### Gra pojedyncza (1)
| Końcowy wynik | Rok  | Turniej     | Nawierzchnia | Przeciwniczka  | Wynik finału |
| Finalistka    | 2013 | French Open | Ceglana      | Belinda Bencic | 1:6, 3:6     |